# Britsko-zulská válka
Britsko-zulská válka byl vojenský konflikt v roce 1879, ve kterém Britské impérium porazilo království Zuluů, čímž Zulové přišli o samostatnost.
Konflikt probíhal od 11. ledna 1879, kdy britské jednotky vstoupily na území Zulů, do 4. července 1879, kdy Britové vyhráli rozhodující bitvu o Ulundi. Britové zpočátku podcenili protivníka a první velké střetnutí, bitvu u Isandlwany (22. ledna), zcela prohráli, ale posléze dokázali využít velký rozdíl ve výzbroji: Měli totiž kromě osobních střelných zbraní několik děl a Gatlingovy kulomety a při správné taktice dokázali tradičně útočící Zuly střílet rychleji, než se tito dostali nebezpečně blízko.